# Jakob Muys van Holy

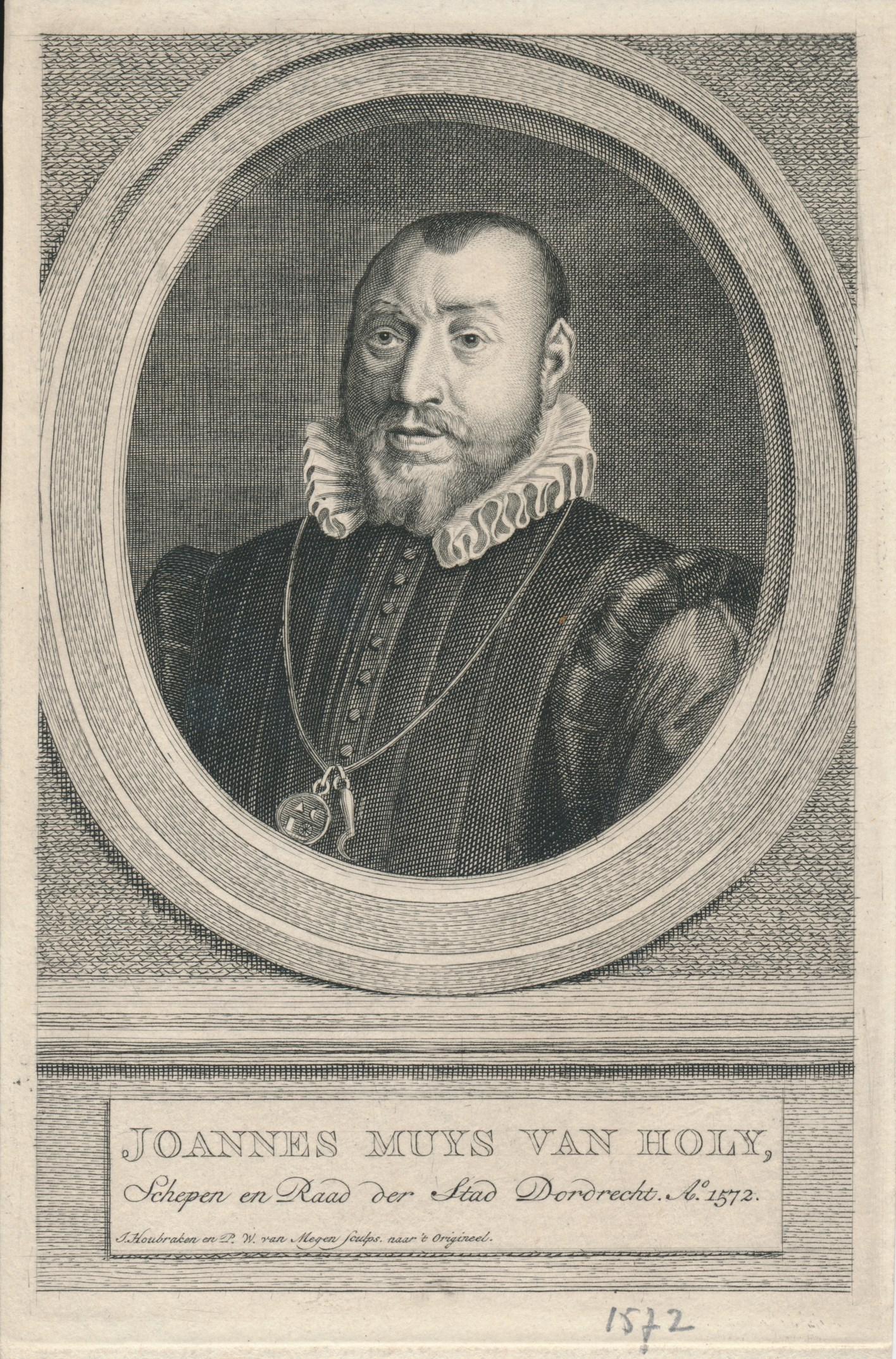
Gravure in medaillon van Johannes Muys van Holy, schepen en raad van Dordrecht. Graveerkunst van J. Houbraken en P W van Megen

Jacob Muys van Holy (Dordrecht, ca. 1540 – aldaar, 7 september 1592) was een Nederlands politicus. Hij stamde uit het Dordtse regentengeslacht Muys van Holy.

## Carrière
Jakob is de zoon van Pieter Muys van Holy en Ermgard Jansdr. van Alblas. Hij behoorde met Cornelis Henricxzn. tot de eerste magistraten van Dordrecht na de overgang. Hij was in 1571 en 1572 raad van Dordrecht, vanaf oktober 1572 schout, vanaf 1574 ontvanger generaal van Holland en West-Friesland en sinds 1577 burgemeester. In 1583 was hij tegelijkertijd schout van Dordrecht en baljuw van Zuid-Holland. Jakob trouwde in 1561 met Elisabeth van der Linde.
Zijn wapenschild bestond uit een veld van zilver beladen met een kanton van keel in de rechterhoek en 7 merels zonder snavels en poten, alle van keel.

## Gedicht
Gy ziet hier Vaderland, en Vaderlyke stad,
Hem die uw slaverny in vryigheyd verkeerde,

Dit 's Muys van Holy, die Gemoed-dwang van u weerde

En meerder zuchts voor u als eygen Leeven Had,
Treurt Gy, Nu Gy van Hem Geen Manlyk oir meer vind.
Aenschovw zijn Deugden, die ten Hemel zig verheffen,

Zie 't wonder Nood-Geheym; de Dood kon 't Lichaem treffen,

Maer zyn volmaekte Deugd de Dood zelf overwint.
Een bijschrift van Matthijs Balen Jansz.(1611-na 1677) op Jakob Muys van Holy in Beschryving der Stad Dordrecht. (1676)

## Grafschrift
De grafzerk van Jakob bevindt zich op het hoogkoor van de Grote of Lieve Vrouwenkerk te Dordrecht. Het grafschrift is;
„Hier ligt begraven de E.E. Heer Jakob Muys van Holy, in leven ontfanger generael commys van finantie van Hollant, tresorier van oorloge, Burgemeester dezer stede en least baeilliu van Suythollant. Schout deser stede en dijckgraeff van Moerkerckevelt, sterf den 7 Sept. 1592, out wesende 52 jaren, ende Juffrouwe Elisabet van der Linde, syne huysvrouwe sterf 11 Aug. ao XVIe seven".
Op de zerk staan onder een helm twee wapens met de volgende kwartieren; Holy Linde, Meulenaer Woude, Putten Turpine, Nachtegael Verone, Alblas Mol, Drenkwaert Pelanen, Jeude Amerongen en Veere Wijldrecht. Om de grote wapens: "Ut quietus non suspicat x Lust tot rust".